# Alfred Hubrich

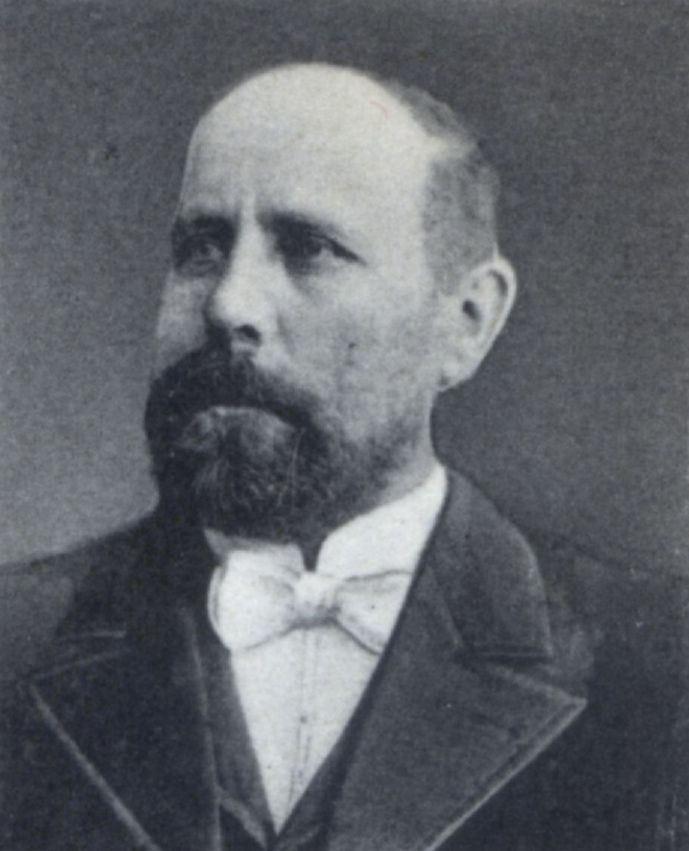
Alfred Hubrich als Reichstagsabgeordneter 1912

Alfred Hubrich (* 8. Mai 1852 in Roßdorf; † 23. Januar 1925) war Landwirt und Mitglied des Deutschen Reichstags.

## Leben
Hubrich besuchte die Realschule erster Ordnung in Neisse, wurde nach dem Abgang von der Schule Soldat und übernahm später die väterliche Besitzung. Er diente bei der reitenden Artillerie in Grottkau und nahm am Krieg gegen Frankreich bei der 2. Kavallerie-Division Graf Stolberg-Wernigerode teil. Weiter war er Mitglied des Kreistages für den Kreis Falkenberg und Forst- und Ökonomiedeputierter der Stadt Neisse.
Von 1893 bis 1908 war er Mitglied des Preußischen Abgeordnetenhauses und von 1893 bis 1918 des Deutschen Reichstags für den Wahlkreis Regierungsbezirk Oppeln 11 (Falkenberg O.S., Grottkau) und die Deutsche Zentrumspartei.